# De Windjager
De Windjager is de laatst overgebleven hobbymolen in het Oostzijderveld in de Nederlandse gemeente Oostzaan. Het is een stellingmolentje.
De molen is gebouwd door de huidige eigenaar Sijbert "Sopke" Vergouw, die hem in 1961 moest verplaatsen naar de huidige plek. De hobbymolen stond eerder dichter bij het plaatsje 't Kalf, maar moest daar wijken door de uitbreiding van het plaatsje tot een grote wijk. De molen is op de huidige plek alleen over het water te bereiken.
De molen heeft nooit bedrijfsmatig gewerkt, maar kan wel een zaagmachine aandrijven, en laadt accu's op die gebruikt worden voor de verlichting van de molen. 
De molen heeft de status van gemeentelijk monument.

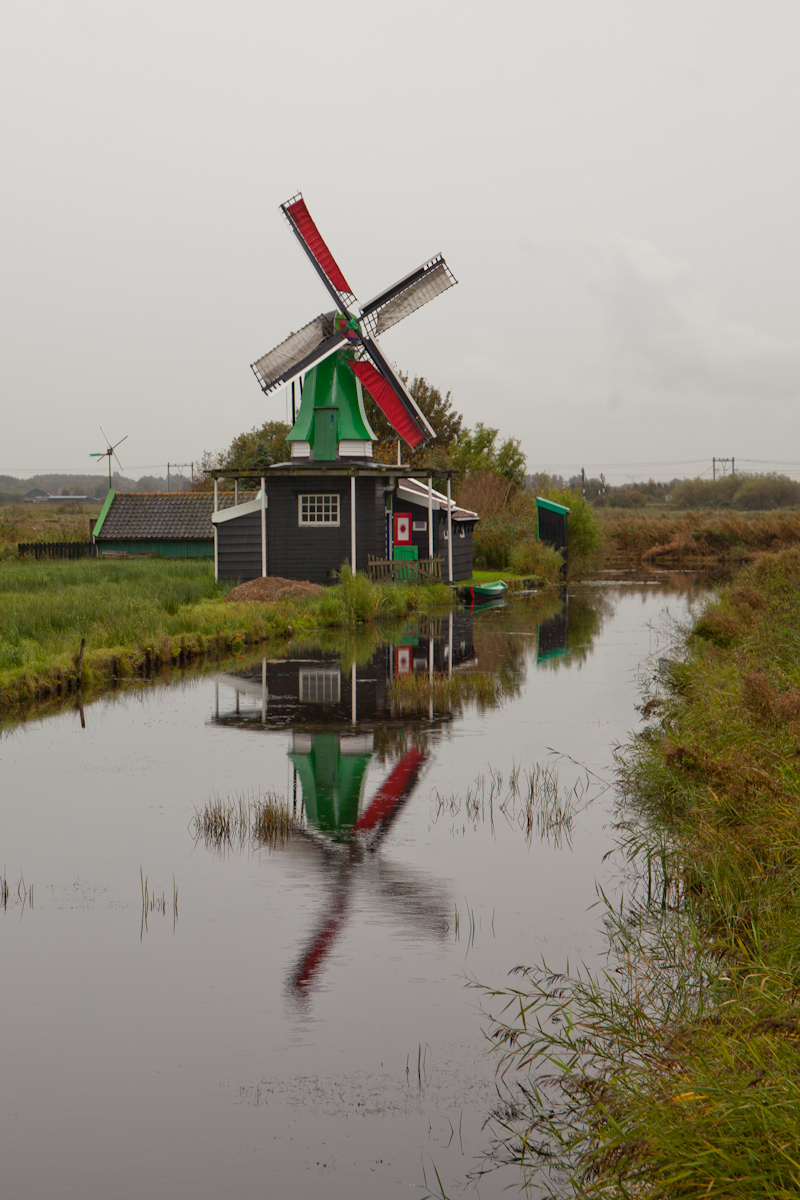
De Windjager draaiend met vier volle zeilen

Oliemolens:
De Bonte Hen ·
De Os ·
De Ooijevaar ·
Het Pink ·
De Zoeker

Zaagmolens:
De Gekroonde Poelenburg ·
De Held Jozua ·
Het Jonge Schaap ·
Het Klaverblad

Overige typen:
De Bleeke Dood ·
De Huisman ·
De Kat ·
Het Prinsenhof ·
Herkules ·
De Schoolmeester ·
De Koker

Kleine molens:
De Jonge Dirk ·
Kaatmolen ·
De Kroosduiker ·
Het Zwarte Kalf ·
De Hadel ·
De Windhond ·
De Windjager ·
De Zwaan

Overig:
Molenmuseum ·
Zaanse Schans ·
Vereniging De Zaansche Molen